# René Valenzuela
René Valenzuela (20 d'abril de 1955) és un exfutbolista xilè.

## Selecció de Xile
Va formar part de l'equip xilè a la Copa del Món de 1982.